# Rhododendron griersonianum
Rhododendron griersonianum är en ljungväxtart som beskrevs av Isaac Bayley Balfour och Forrest. Rhododendron griersonianum ingår i släktet rododendron, och familjen ljungväxter. Inga underarter finns listade i Catalogue of Life.